# O2 Arena (Praga)
L'O2 Arena, originariamente chiamata Sazka Arena, è un moderno impianto polivalente situato nel quartiere Libeň a Praga 9, viene utilizzata per eventi sportivi e culturali, per concerti ed esposizioni nonché altri generi di intrattenimento. Ha una capacità massima fino a 18 000 posti, in base alla configurazione.

## Descrizione

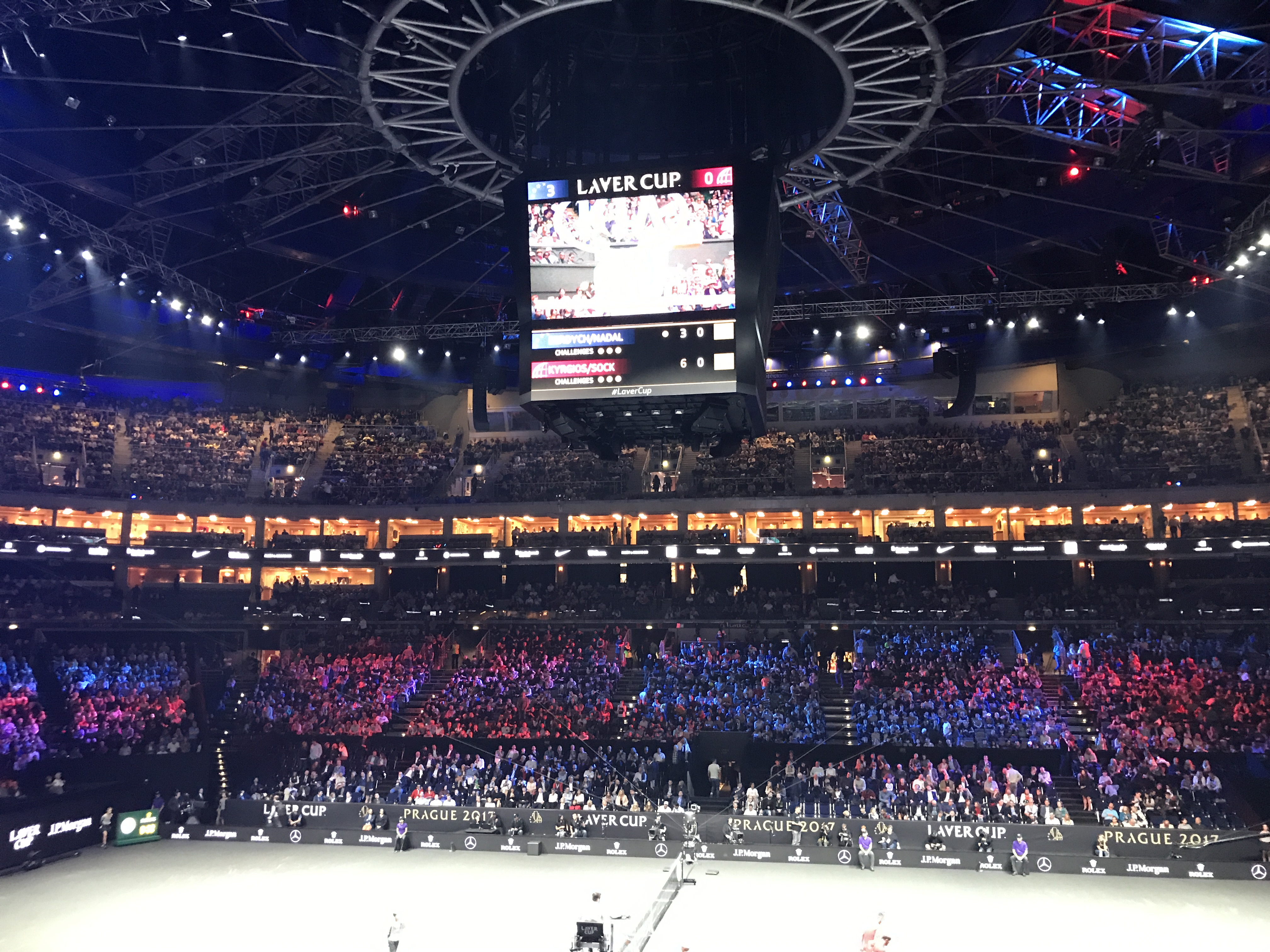
L'interno dell'O_{2} Arena durante la Laver Cup 2017.

L'arena è situata a due passi dalla fermata della metropolitana Českomoravská (Linea B) ed è raggiungibile facilmente tramite il tram e gli autobus pubblici. L'arena è stata costruita per ospitare il campionato del mondo di Hockey su ghiaccio del 2004 ricevendo lo stesso anno un premio come "costruzione dell'anno".
L'arena ha una pianta circolare per una superficie totale di circa 36.000 m², è alta 33 metri e il tetto ha un diametro di 135 metri. I lavori per la costruzione sono iniziati il 27 ottobre 2002 e sono terminati il 24 marzo 2004, il costo inizialmente stimato in 2,5 miliardi di corone ha superato considerando gli interessi i 17 miliardi di corone (circa 600 milioni di euro).
La capienza varia in base all'evento, per l'hockey su ghiaccio ha una capacità di 17 000 posti a sedere, per i concerti 18 000 e per l'atletica leggera 11 000. L'arena dispone di settori mobili e grazie a speciali dotazioni tecniche, permette di spostare alcune tribune inferiori all'interno del muro perimetrale in modo da ottenere lo spazio ad esempio per una corsia di atletica lunga 200 metri. All'interno si trovano 3 ristoranti, 6 bar, 2 caffetterie e in totale 20 chioschi di ristoro che offrono un totale di 2 900 posti.
Nell'arena si trovano oltre 200 schermi al plasma ed il tabellone luminoso multimediale ancorato al tetto ha una superficie di 136 m².
Proprietaria dell'arena è la società per azioni Bestsport. Fino al 29 febbraio 2008 il nome dell'arena è stato Sazka Arena, a fine ottobre 2013 la quota di maggioranza è stata acquisita dalla PPF, società di Petr Kellner.

## Eventi
Il concerto di Madonna del 2006 ha segnato il record totale dell'arena con 18 628 spettatori.
A novembre 2012 l'impianto è stato il primo al mondo a ospitare nello stesso anno sia la finale femminile di Fed Cup che quella maschile di Coppa Davis. Nel settembre 2017 ha ospitato la prima edizione della Laver Cup.
Nel 2015 l'impianto ha ospitato la 33ª edizione dei Campionati europei di atletica leggera indoor.
Nel 2017 ha ospitato la fase finale del Campionato europeo femminile di pallacanestro.

## Caratteristiche tecniche
- Numero di piani: 6
- Superficie del fondo: 35 000 m²
- Capacità: oltre 18 000 spettatori (in base all'evento)
- Sedili VIP: 1 306
- Skybox: 66
- Party Box: 4
- Posti a sedere nei bar, ristoranti e caffetterie: 2 900
- Parcheggio: 280 posti auto